# Haakon di Norvegia (1973)
Haakon Magnus di Norvegia (Oslo, 20 luglio 1973) è il secondogenito e l'unico figlio maschio di re Harald V di Norvegia e della regina Sonja.

## Biografia

### Infanzia
Nato il 20 luglio 1973 all'Ospedale Universitario di Oslo, è l'unico figlio maschio di Harald V di Norvegia e della regina Sonja.
All'epoca della nascita del principe, la successione al trono era riservata soltanto ai figli maschi. Per questa ragione, nonostante la principessa Märtha Louise sia di due anni più grande, il principe Haakon Magnus è nato erede al trono. La Costituzione norvegese è stata modificata da allora e adesso le donne hanno la possibilità di salire al trono; tuttavia questa modifica non ha tolto a Haakon i propri diritti acquisiti (a differenza di quanto successo in Svezia con Carlo Filippo), poiché vale solo per i membri della famiglia reale nati a partire dal 1990.
Haakon Magnus è stato battezzato nella cappella del palazzo reale il 20 settembre 1973 e i padrini sono stati i tre monarchi scandinavi: re Olav V di Norvegia, re Carlo XVI Gustavo di Svezia e la regina Margherita II di Danimarca. Il principe è stato cresimato nella cappella del palazzo reale nel 1988. Il principe è divenuto principe ereditario quando il padre è salito al trono il 17 gennaio 1991.

### Educazione e formazione militare
Il principe ha servito la Kongelige Norske Sjøforsvaret (la marina militare della Norvegia), dove ha studiato come ufficiale presso la Royal Norwegian Naval Academy fino al 1995.
Si è trasferito poi negli Stati Uniti, dove ha studiato scienze politiche all'Università della California - Berkeley e si è laureato nel 1999. Haakon ha poi frequentato l'Università di Oslo e ha partecipato al programma di tirocinio del Ministero degli Esteri per i diplomatici. Ha concluso i suoi studi nel 2003 al London School of Economics and Political Science, ricevendo un Master in sociologia dello sviluppo, focalizzandosi sullo scambio internazionale e l'Africa.

### Incarichi di corte
Dal 25 novembre 2003 al 12 aprile 2004, dal 29 marzo al 7 giugno 2005, di nuovo dall'8 al 23 gennaio 2020 e dal 28 settembre al 31 ottobre 2020 Haakon ha svolto funzione di reggente in occasione di alcuni problemi di salute del padre.
Nel 2003, il principe è stato nominato ambasciatore del programma delle Nazioni Unite per lo sviluppo, con un'attenzione particolare per gli obiettivi di sviluppo del Millennio e con lo sforzo di dimezzare la povertà globale entro il 2030. Come ambasciatore dell'UNDP ha visitato: Haiti, Nepal, Tanzania, Cambogia, Sierra Leone, Guatemala, Burundi, Mongolia e Botswana.

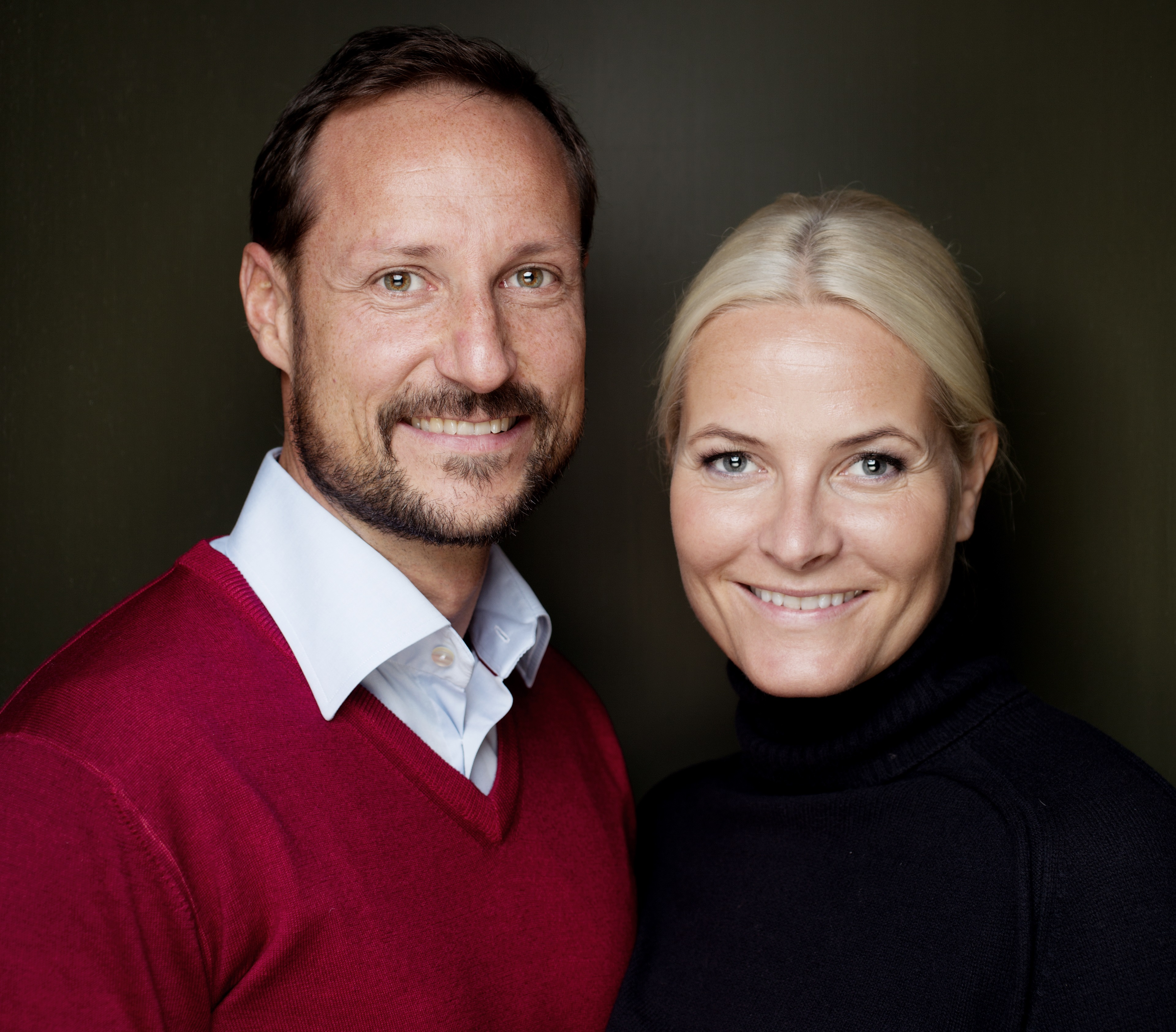
Il principe con la moglie Mette-Marit

Haakon è il padrino di battesimo di due futuri sovrani scandinavi, il principe Christian di Danimarca e la principessa Estelle di Svezia.

#### Interessi personali
Il principe è molto appassionato di sport e musica. Quando era più giovane ha partecipato a diversi festival musicali, come il Roskilde Festival in Danimarca o il Quart Festival, il più grande festival musicale norvegese a Kristiansand.
Nel 1994 il re e Haakon aprirono i giochi olimpici invernali di Lillehammer. Il sovrano aprì i giochi, mentre il principe ereditario fu l’ultimo tedoforo, rendendo omaggio sia al re sia al defunto nonno. Il principe Haakon ha partecipato anche alla cerimonia di apertura delle olimpiadi invernali di Vancouver nel 2010.

### Matrimonio
Il 25 agosto 2001 ha sposato Mette-Marit Tjessem Høiby, in una cerimonia tenutasi nel duomo di Oslo.
Molti norvegesi all'epoca del fidanzamento pensarono che la scelta del principe fosse inappropriata. Mette-Marit, prima delle nozze, aveva avuto una relazione con Morten Borg, un ex spacciatore di droga, da cui era nato nel 1997 il suo primo figlio. Mette-Marit ammise davanti all'opinione pubblica che in quegli anni faceva uso di stupefacenti.

#### Figli
Haakon e Mette-Marit hanno due figli:
- la principessa Ingrid Alexandra, nata il 21 gennaio 2004 a Oslo[9], che potrebbe essere la prima donna a sedere sul trono di Norvegia grazie all'avvenuta modifica costituzionale;
- il principe Sverre Magnus, nato il 3 dicembre 2005 a Oslo.

Haakon Magnus è inoltre padre adottivo di Marius Borg Høiby, nato il 13 gennaio 1997 dalla relazione tra Mette-Marit e Morten Borg, un noto spacciatore e trafficante.

## Titoli
- 20 luglio 1973 - 17 gennaio 1991: Sua Altezza Reale Principe Haakon Magnus di Norvegia
- Dal 17 gennaio 1991: Sua Altezza Reale Il Principe Ereditario di Norvegia.

## Onorificenze

Stemma del Principe ereditario di Norvegia

## Ascendenza
|                       |                            |                                        | Genitori                    |  |  | Nonni |  |  | Bisnonni               |  |  | Trisnonni                  |  |
|                       |                            |                                        |                             |  |  |       |  |  | Haakon VII di Norvegia |  |  | Federico VIII di Danimarca |  |
|                       |                            |                                        |                             |  |  |       |  |  | Haakon VII di Norvegia |  |  | Federico VIII di Danimarca |  |
|                       |                            | Luisa di Svezia                        |                             |  |  |       |  |  | Haakon VII di Norvegia |  |  |                            |  |
| Olav V di Norvegia    |                            |                                        |                             |  |  |       |  |  | Haakon VII di Norvegia |  |  |                            |  |
|                       |                            | Maud di Gran Bretagna                  | Edoardo VII del Regno Unito |  |  |       |  |  |                        |  |  |                            |  |
|                       |                            | Maud di Gran Bretagna                  | Edoardo VII del Regno Unito |  |  |       |  |  |                        |  |  |                            |  |
|                       |                            | Maud di Gran Bretagna                  | Alessandra di Danimarca     |  |  |       |  |  |                        |  |  |                            |  |
| Harald V di Norvegia  |                            | Maud di Gran Bretagna                  |                             |  |  |       |  |  |                        |  |  |                            |  |
|                       |                            | Carlo di Svezia                        | Oscar II di Svezia          |  |  |       |  |  |                        |  |  |                            |  |
|                       |                            | Carlo di Svezia                        | Oscar II di Svezia          |  |  |       |  |  |                        |  |  |                            |  |
|                       |                            | Carlo di Svezia                        | Sofia di Nassau             |  |  |       |  |  |                        |  |  |                            |  |
| Marta di Svezia       |                            | Carlo di Svezia                        |                             |  |  |       |  |  |                        |  |  |                            |  |
|                       |                            | Ingeborg di Danimarca                  | Federico VIII di Danimarca  |  |  |       |  |  |                        |  |  |                            |  |
|                       |                            | Ingeborg di Danimarca                  | Federico VIII di Danimarca  |  |  |       |  |  |                        |  |  |                            |  |
|                       |                            | Ingeborg di Danimarca                  | Luisa di Svezia             |  |  |       |  |  |                        |  |  |                            |  |
| Haakon di Norvegia    |                            | Ingeborg di Danimarca                  |                             |  |  |       |  |  |                        |  |  |                            |  |
|                       | Halvor Haraldsen Olsbrygge | Harald Gundersen Olsbrygge             |                             |  |  |       |  |  |                        |  |  |                            |  |
|                       | Halvor Haraldsen Olsbrygge | Harald Gundersen Olsbrygge             |                             |  |  |       |  |  |                        |  |  |                            |  |
|                       | Halvor Haraldsen Olsbrygge | Aslaug Kristine Halvorsdatter Jøntveit |                             |  |  |       |  |  |                        |  |  |                            |  |
| Karl August Haraldsen | Halvor Haraldsen Olsbrygge |                                        |                             |  |  |       |  |  |                        |  |  |                            |  |
|                       |                            | Karete Josefine Nielsen                | Niels Nielsen               |  |  |       |  |  |                        |  |  |                            |  |
|                       |                            | Karete Josefine Nielsen                | Niels Nielsen               |  |  |       |  |  |                        |  |  |                            |  |
|                       |                            | Karete Josefine Nielsen                | Hanna Andrea Hansdatter     |  |  |       |  |  |                        |  |  |                            |  |
| Sonja Haraldsen       |                            | Karete Josefine Nielsen                |                             |  |  |       |  |  |                        |  |  |                            |  |
|                       |                            | Johan Christian Ulrichsen              | Ulrik Cristophersen         |  |  |       |  |  |                        |  |  |                            |  |
|                       |                            | Johan Christian Ulrichsen              | Ulrik Cristophersen         |  |  |       |  |  |                        |  |  |                            |  |
|                       |                            | Johan Christian Ulrichsen              | Anne Sophie Johannesdatter  |  |  |       |  |  |                        |  |  |                            |  |
| Dagny Ulrichsen       |                            | Johan Christian Ulrichsen              |                             |  |  |       |  |  |                        |  |  |                            |  |
|                       |                            | Marie Berntine Hansen                  | Johan Nicolai Hansen        |  |  |       |  |  |                        |  |  |                            |  |
|                       |                            | Marie Berntine Hansen                  | Johan Nicolai Hansen        |  |  |       |  |  |                        |  |  |                            |  |
|                       |                            | Marie Berntine Hansen                  | Anne Gurine Bentsen         |  |  |       |  |  |                        |  |  |                            |  |
|                       |                            | Marie Berntine Hansen                  |                             |  |  |       |  |  |                        |  |  |                            |  |